# Filip Bondarenko
Filip Semionovič Bondarenko, in russo  Филипп Семёнович Бондаренко? (Tepikinskaya, 21 ottobre 1905 – Dnipropetrovsk, 8 febbraio 1993), è stato un compositore di scacchi ucraino (sovietico fino al 1991).
Pubblicò il suo primo lavoro nel 1924 sul quotidiano Dnepropetrovsk Zvezda. Da allora ha composto circa 800 problemi e circa 500 studi, molti dei quali di eccellente fattura. Ha collaborato spesso con  Aleksandr Kakovin.
Nel 1966 gli fu conferita l'onorificenza di Maestro dello sport dell'URSS e il titolo FIDE di Giudice Internazionale per la composizione. L'anno successivo vinse il campionato di composizione studi delle forze armate dell'URSS, e si classificò terzo nei campionati del 1970 e 1972.
Nel 1979 la PCCC gli attribuì  il titolo di Maestro Internazionale della composizione.
Di professione era un ufficiale dell'Armata Rossa e raggiunse il grado di Colonnello.
Un suo studio di patta:
|   | a | b | c | d | e | f | g | h |   |
| 8 | g8 torre del bianco · e7 pedone del nero · f7 re del bianco · a6 re del nero · g5 cavallo del bianco · a2 pedone del nero · f2 pedone del bianco · g2 alfiere del nero | g8 torre del bianco · e7 pedone del nero · f7 re del bianco · a6 re del nero · g5 cavallo del bianco · a2 pedone del nero · f2 pedone del bianco · g2 alfiere del nero | g8 torre del bianco · e7 pedone del nero · f7 re del bianco · a6 re del nero · g5 cavallo del bianco · a2 pedone del nero · f2 pedone del bianco · g2 alfiere del nero | g8 torre del bianco · e7 pedone del nero · f7 re del bianco · a6 re del nero · g5 cavallo del bianco · a2 pedone del nero · f2 pedone del bianco · g2 alfiere del nero | g8 torre del bianco · e7 pedone del nero · f7 re del bianco · a6 re del nero · g5 cavallo del bianco · a2 pedone del nero · f2 pedone del bianco · g2 alfiere del nero | g8 torre del bianco · e7 pedone del nero · f7 re del bianco · a6 re del nero · g5 cavallo del bianco · a2 pedone del nero · f2 pedone del bianco · g2 alfiere del nero | g8 torre del bianco · e7 pedone del nero · f7 re del bianco · a6 re del nero · g5 cavallo del bianco · a2 pedone del nero · f2 pedone del bianco · g2 alfiere del nero | g8 torre del bianco · e7 pedone del nero · f7 re del bianco · a6 re del nero · g5 cavallo del bianco · a2 pedone del nero · f2 pedone del bianco · g2 alfiere del nero | 8 |
| 7 | g8 torre del bianco · e7 pedone del nero · f7 re del bianco · a6 re del nero · g5 cavallo del bianco · a2 pedone del nero · f2 pedone del bianco · g2 alfiere del nero | g8 torre del bianco · e7 pedone del nero · f7 re del bianco · a6 re del nero · g5 cavallo del bianco · a2 pedone del nero · f2 pedone del bianco · g2 alfiere del nero | g8 torre del bianco · e7 pedone del nero · f7 re del bianco · a6 re del nero · g5 cavallo del bianco · a2 pedone del nero · f2 pedone del bianco · g2 alfiere del nero | g8 torre del bianco · e7 pedone del nero · f7 re del bianco · a6 re del nero · g5 cavallo del bianco · a2 pedone del nero · f2 pedone del bianco · g2 alfiere del nero | g8 torre del bianco · e7 pedone del nero · f7 re del bianco · a6 re del nero · g5 cavallo del bianco · a2 pedone del nero · f2 pedone del bianco · g2 alfiere del nero | g8 torre del bianco · e7 pedone del nero · f7 re del bianco · a6 re del nero · g5 cavallo del bianco · a2 pedone del nero · f2 pedone del bianco · g2 alfiere del nero | g8 torre del bianco · e7 pedone del nero · f7 re del bianco · a6 re del nero · g5 cavallo del bianco · a2 pedone del nero · f2 pedone del bianco · g2 alfiere del nero | g8 torre del bianco · e7 pedone del nero · f7 re del bianco · a6 re del nero · g5 cavallo del bianco · a2 pedone del nero · f2 pedone del bianco · g2 alfiere del nero | 7 |
| 6 | g8 torre del bianco · e7 pedone del nero · f7 re del bianco · a6 re del nero · g5 cavallo del bianco · a2 pedone del nero · f2 pedone del bianco · g2 alfiere del nero | g8 torre del bianco · e7 pedone del nero · f7 re del bianco · a6 re del nero · g5 cavallo del bianco · a2 pedone del nero · f2 pedone del bianco · g2 alfiere del nero | g8 torre del bianco · e7 pedone del nero · f7 re del bianco · a6 re del nero · g5 cavallo del bianco · a2 pedone del nero · f2 pedone del bianco · g2 alfiere del nero | g8 torre del bianco · e7 pedone del nero · f7 re del bianco · a6 re del nero · g5 cavallo del bianco · a2 pedone del nero · f2 pedone del bianco · g2 alfiere del nero | g8 torre del bianco · e7 pedone del nero · f7 re del bianco · a6 re del nero · g5 cavallo del bianco · a2 pedone del nero · f2 pedone del bianco · g2 alfiere del nero | g8 torre del bianco · e7 pedone del nero · f7 re del bianco · a6 re del nero · g5 cavallo del bianco · a2 pedone del nero · f2 pedone del bianco · g2 alfiere del nero | g8 torre del bianco · e7 pedone del nero · f7 re del bianco · a6 re del nero · g5 cavallo del bianco · a2 pedone del nero · f2 pedone del bianco · g2 alfiere del nero | g8 torre del bianco · e7 pedone del nero · f7 re del bianco · a6 re del nero · g5 cavallo del bianco · a2 pedone del nero · f2 pedone del bianco · g2 alfiere del nero | 6 |
| 5 | g8 torre del bianco · e7 pedone del nero · f7 re del bianco · a6 re del nero · g5 cavallo del bianco · a2 pedone del nero · f2 pedone del bianco · g2 alfiere del nero | g8 torre del bianco · e7 pedone del nero · f7 re del bianco · a6 re del nero · g5 cavallo del bianco · a2 pedone del nero · f2 pedone del bianco · g2 alfiere del nero | g8 torre del bianco · e7 pedone del nero · f7 re del bianco · a6 re del nero · g5 cavallo del bianco · a2 pedone del nero · f2 pedone del bianco · g2 alfiere del nero | g8 torre del bianco · e7 pedone del nero · f7 re del bianco · a6 re del nero · g5 cavallo del bianco · a2 pedone del nero · f2 pedone del bianco · g2 alfiere del nero | g8 torre del bianco · e7 pedone del nero · f7 re del bianco · a6 re del nero · g5 cavallo del bianco · a2 pedone del nero · f2 pedone del bianco · g2 alfiere del nero | g8 torre del bianco · e7 pedone del nero · f7 re del bianco · a6 re del nero · g5 cavallo del bianco · a2 pedone del nero · f2 pedone del bianco · g2 alfiere del nero | g8 torre del bianco · e7 pedone del nero · f7 re del bianco · a6 re del nero · g5 cavallo del bianco · a2 pedone del nero · f2 pedone del bianco · g2 alfiere del nero | g8 torre del bianco · e7 pedone del nero · f7 re del bianco · a6 re del nero · g5 cavallo del bianco · a2 pedone del nero · f2 pedone del bianco · g2 alfiere del nero | 5 |
| 4 | g8 torre del bianco · e7 pedone del nero · f7 re del bianco · a6 re del nero · g5 cavallo del bianco · a2 pedone del nero · f2 pedone del bianco · g2 alfiere del nero | g8 torre del bianco · e7 pedone del nero · f7 re del bianco · a6 re del nero · g5 cavallo del bianco · a2 pedone del nero · f2 pedone del bianco · g2 alfiere del nero | g8 torre del bianco · e7 pedone del nero · f7 re del bianco · a6 re del nero · g5 cavallo del bianco · a2 pedone del nero · f2 pedone del bianco · g2 alfiere del nero | g8 torre del bianco · e7 pedone del nero · f7 re del bianco · a6 re del nero · g5 cavallo del bianco · a2 pedone del nero · f2 pedone del bianco · g2 alfiere del nero | g8 torre del bianco · e7 pedone del nero · f7 re del bianco · a6 re del nero · g5 cavallo del bianco · a2 pedone del nero · f2 pedone del bianco · g2 alfiere del nero | g8 torre del bianco · e7 pedone del nero · f7 re del bianco · a6 re del nero · g5 cavallo del bianco · a2 pedone del nero · f2 pedone del bianco · g2 alfiere del nero | g8 torre del bianco · e7 pedone del nero · f7 re del bianco · a6 re del nero · g5 cavallo del bianco · a2 pedone del nero · f2 pedone del bianco · g2 alfiere del nero | g8 torre del bianco · e7 pedone del nero · f7 re del bianco · a6 re del nero · g5 cavallo del bianco · a2 pedone del nero · f2 pedone del bianco · g2 alfiere del nero | 4 |
| 3 | g8 torre del bianco · e7 pedone del nero · f7 re del bianco · a6 re del nero · g5 cavallo del bianco · a2 pedone del nero · f2 pedone del bianco · g2 alfiere del nero | g8 torre del bianco · e7 pedone del nero · f7 re del bianco · a6 re del nero · g5 cavallo del bianco · a2 pedone del nero · f2 pedone del bianco · g2 alfiere del nero | g8 torre del bianco · e7 pedone del nero · f7 re del bianco · a6 re del nero · g5 cavallo del bianco · a2 pedone del nero · f2 pedone del bianco · g2 alfiere del nero | g8 torre del bianco · e7 pedone del nero · f7 re del bianco · a6 re del nero · g5 cavallo del bianco · a2 pedone del nero · f2 pedone del bianco · g2 alfiere del nero | g8 torre del bianco · e7 pedone del nero · f7 re del bianco · a6 re del nero · g5 cavallo del bianco · a2 pedone del nero · f2 pedone del bianco · g2 alfiere del nero | g8 torre del bianco · e7 pedone del nero · f7 re del bianco · a6 re del nero · g5 cavallo del bianco · a2 pedone del nero · f2 pedone del bianco · g2 alfiere del nero | g8 torre del bianco · e7 pedone del nero · f7 re del bianco · a6 re del nero · g5 cavallo del bianco · a2 pedone del nero · f2 pedone del bianco · g2 alfiere del nero | g8 torre del bianco · e7 pedone del nero · f7 re del bianco · a6 re del nero · g5 cavallo del bianco · a2 pedone del nero · f2 pedone del bianco · g2 alfiere del nero | 3 |
| 2 | g8 torre del bianco · e7 pedone del nero · f7 re del bianco · a6 re del nero · g5 cavallo del bianco · a2 pedone del nero · f2 pedone del bianco · g2 alfiere del nero | g8 torre del bianco · e7 pedone del nero · f7 re del bianco · a6 re del nero · g5 cavallo del bianco · a2 pedone del nero · f2 pedone del bianco · g2 alfiere del nero | g8 torre del bianco · e7 pedone del nero · f7 re del bianco · a6 re del nero · g5 cavallo del bianco · a2 pedone del nero · f2 pedone del bianco · g2 alfiere del nero | g8 torre del bianco · e7 pedone del nero · f7 re del bianco · a6 re del nero · g5 cavallo del bianco · a2 pedone del nero · f2 pedone del bianco · g2 alfiere del nero | g8 torre del bianco · e7 pedone del nero · f7 re del bianco · a6 re del nero · g5 cavallo del bianco · a2 pedone del nero · f2 pedone del bianco · g2 alfiere del nero | g8 torre del bianco · e7 pedone del nero · f7 re del bianco · a6 re del nero · g5 cavallo del bianco · a2 pedone del nero · f2 pedone del bianco · g2 alfiere del nero | g8 torre del bianco · e7 pedone del nero · f7 re del bianco · a6 re del nero · g5 cavallo del bianco · a2 pedone del nero · f2 pedone del bianco · g2 alfiere del nero | g8 torre del bianco · e7 pedone del nero · f7 re del bianco · a6 re del nero · g5 cavallo del bianco · a2 pedone del nero · f2 pedone del bianco · g2 alfiere del nero | 2 |
| 1 | g8 torre del bianco · e7 pedone del nero · f7 re del bianco · a6 re del nero · g5 cavallo del bianco · a2 pedone del nero · f2 pedone del bianco · g2 alfiere del nero | g8 torre del bianco · e7 pedone del nero · f7 re del bianco · a6 re del nero · g5 cavallo del bianco · a2 pedone del nero · f2 pedone del bianco · g2 alfiere del nero | g8 torre del bianco · e7 pedone del nero · f7 re del bianco · a6 re del nero · g5 cavallo del bianco · a2 pedone del nero · f2 pedone del bianco · g2 alfiere del nero | g8 torre del bianco · e7 pedone del nero · f7 re del bianco · a6 re del nero · g5 cavallo del bianco · a2 pedone del nero · f2 pedone del bianco · g2 alfiere del nero | g8 torre del bianco · e7 pedone del nero · f7 re del bianco · a6 re del nero · g5 cavallo del bianco · a2 pedone del nero · f2 pedone del bianco · g2 alfiere del nero | g8 torre del bianco · e7 pedone del nero · f7 re del bianco · a6 re del nero · g5 cavallo del bianco · a2 pedone del nero · f2 pedone del bianco · g2 alfiere del nero | g8 torre del bianco · e7 pedone del nero · f7 re del bianco · a6 re del nero · g5 cavallo del bianco · a2 pedone del nero · f2 pedone del bianco · g2 alfiere del nero | g8 torre del bianco · e7 pedone del nero · f7 re del bianco · a6 re del nero · g5 cavallo del bianco · a2 pedone del nero · f2 pedone del bianco · g2 alfiere del nero | 1 |
|   | a | b | c | d | e | f | g | h |   |

Soluzione:
1. Cf3!  Rb7

2. Te8!!  a1=D

3. Txe7+  Rc6

4. Te6+  Rd5

5. Te5+  Rc4

6. Te4+  Rd3

7. Te3+  Rc2

8. Te2+  patta per scacco perpetuo

## Pubblicazioni
Bondarenko fece estese ricerche biografiche sugli studisti di tutto il mondo, mantenendo a tal fine una fitta corrispondenza con molti di essi. Scrisse diversi libri sulla composizione di studi, tra cui:
- Schachowi etjud na Ukraini (con Tigran Gorgiev), Kiev, 1966
- Galereja schachmatnych etjudistov (rassegna di 300 studisti), Fizkultura i sport, Mosca, 1968
- Ejyud w peschetschnom okontschanii,  Fizkultura i sport, Mosca, 1973
- Stanowlenije schachmatnogo etjuda, Kiev, 1980
- Raswitije schachmatnogo etjuda, Kiev, 1983
- Triumf sowjetskogo schachmatnogo etjuda, Kiev, 1984
- Sowremmenny schachmatny etjud, Kiev, 1987